# Pet bratov
Pet bratov je slovenska ljudska pravljica. Izhaja s Tolminskega. V pravljici nastopa pet bratov, ki so tudi glavne književne osebe. Nimajo imen, vendar se ločijo vsak po svoji nadnaravni lastnosti, kar je za pravljico tudi značilno. V pravljici nastopajo tudi hudobni duh, kralj, kraljeva hčer in mati petih bratov. Prisotno je tudi pravljično število pet.
Tolminske pravljice so po pripovedovanju tolminskih prebivalcev začeli zapisovati tamkajšnji učitelji in sicer šele v drugi polovici 19. stoletja. Prvi med njimi je bil Josip Kenda (1859—1929), ki je zbiral besedila in jih zapisoval. Pravljica Pet bratov je bila prvič objavljena leta 1932 v književni družini LUČ v Trstu skupaj z drugimi pravljicami pod naslovom Tolminske narodne pravljice. Ciril Drekonja je zbral še neobjavljena besedila Jožefa Kende in Andreja Šavlija in dodal svoje zapise.

## Vsebina
Pet bratov, ki so bili obdarjeni vsak s svojo nadnaravno močjo, so se odpravili reševat kraljevo edinko, ki jo je odnesel zli duh, vendar je še nikomur ni uspelo rešiti. Z zmožnostjo zasledovanja, rušenja, strelstva, hitrosti in gradnje, jim je uspelo kraljično rešiti in jo vrniti očetu. Kralj je izpolnil dano obljubo in hčer po posvetu med brati in njihovo materjo dal najmlajšemu bratu rešitelju za ženo. Dobil je tudi kraljestvo, pri vladanju pa so mu pomagali ostali bratje.

## Analiza pravljice
- Ustno izročilo: pravljica se je prenašala iz roda v rod s pripovedovanjem
- Anonimnost: avtor v izvirniku ni znan
- Nastopajoči v pravljici nimajo imen.
- Pripovedovalec: tretjeosebni ali vsevedni
- Glavne osebe: pet bratov
- Stranske osebe: kralj, zlobni duh, kraljična, mati
- Čas dogajanja: neznan, verjetno srednji vek (gradovi)
- Prostor dogajanja: neznan
- Motivi: grad, obzidje, zli duh
- Ključne stvari: ugrabitev kraljične, nadnaravne moči bratov, bratje rešijo kraljično, izpolnitev kraljeve obljube-poroka in nasledstvo, nasvet matere, skupno vladanje
- Okrasni pridevki: hudobni (zli) duh, skalne dupline, velik, trdno zidan grad
- Primerjave: Zli duh izpusti kraljično, ki pada ko kamen proti zemlji.
- Pravljica ima srečen konec.

## Liki in interpretacija dela
Vseh pet bratov v pravljici je bilo na strani dobrega, saj so se s svojimi nadnaravnimi sposobnostmi borili proti zlu. Vse nadnaravne moči bi lahko imel posameznik, vendar v tem primeru materine vloge v pravljici ne bi bilo, saj jim prav ona svetuje, kdo naj se poroči s kraljično. Ravnali so po njenem nasvetu.
Kralju ni bilo mar, ali bo njen rešitelj bogat ali reven. Lahko, da je bil kralj dober že od vsega začetka, lahko pa tudi, da ga je hčerin odhod od doma spremenil. Pravljica nam ne pove nič o njunem medsebojnem odnosu.
Za kraljičin odhod od doma ne moremo vedeti ali je bil prostovoljen, ali pa je šlo za ugrabitev. Kraljična je bila v tistih letih, ko si je mogoče sama zaželela izbrati moža in je očeta in dom zapustila. Mogoče je bilo njeno življenje doma nevzdržno. Lahko, da je ugrabitelja celo poznala.    
Zlobni duh je bil poglavar vseh zlih duhov, ki je ugrabil kraljično. Ni jasno, kakšne namene je imel z njo. Na koncu je moral umreti, saj v pravljici večinoma dobro premaga zlo.

## Motivno - tematske povezave
Motiv zla se v pravljicah pojavlja v obliki duhov, zveri, čarovnic, mačeh, strel, gromov… Zlo poskrbi za zaplet v dogajanju in izzove dobro – junake z nadnaravnimi močmi, dobre vile…, da pravljico pripelje do srečnega konca. Slovenske ljudske pravljice, v katerih se pojavlja zli duh, so: Zaklete deklice (tolminska pravljica), Začarani mladenič.
Motiv ugrabitve: ker ženske in otroci že od vsega začetka veljajo za šibkejše osebe, so v pravljicah pogoste žrtve ugrabiteljev s strani duhov, vil, škratov, čarovnic… Slovenske ljudske pravljice s takim motivom so: Medvedov Janez, Zakleti mladenič, Ugrabljena hči in zakleti mladenič, Zmaj s sedmerimi glavami, Zaklete deklice, Vrag se ženi. Svetovne pravljice, v katerih se pojavlja motiv ugrabitve so: Otrok iz ptičjega gnezda, Rozika in princ, Kristalni grad, avtorjev Jakoba in Wilhelma Grimma; Trije bratje in tri sestre, ki je ruska pravljica.
Motiv poroke je skoraj vedno na srečnem koncu pravljice med kraljično ali princeso ter med rešiteljem. Po navadi rešitelj v zahvalo ne dobi samo žene, ampak tudi nasledstvo dežele. Ta motiv se pojavi tudi v slovenski ljudskih pravljicah: Vila in trije bratje, Medvedov Janez, Zakleti mladenič, Zmaj s sedmerimi glavami, O treh bratih in o treh hčerah, O dvanajstih bratih in sestrah, Ubožni mladenič in modra kraljična, Vila in trije bratje, Zdravilno jabolko, Okamenele kraljične;  ter v svetovnih pravljicah: Dvanajst lovcev (Jakob in Wilhelm Grimm), Trije bratje in tri sestre.
Motiv bratov in tudi sester se v pravljicah pogosto pojavlja. Največkrat je govora o starejših bratih ali sestrah, ki se iz najmlajšega norčujejo zaradi različnih vzrokov. Po navadi tudi opravlja najtežja dela. Manjkrat pravljice govorijo o bratih, ki so si enakopravni in se med seboj dobro razumejo ter si pomagajo, kot to zasledimo v pravljici Pet bratov. Še manjkrat združijo svoje znanje in moči. Pojavlja se različno število bratov oziroma sester. Skoraj vedno pa se zgodi, da najmlajši brat ali sestra na koncu rešuje starejše. Med slovenskimi ljudskimi pravljicami redko najdemo složnost med brati ali sestrami. Pravljice, kjer si bratje niso nevoščljivi so: Oče in trije sinovi, ki govori o pridnosti sinov, ki vsak zase pridejo do premoženja po svetu in ga prinesejo domov očetu in materi,  Bajtarjevi trije sinovi, Tri vreče denarja za cepec, mačko in za petelina ter tuje pravljice: Ni lagal (Jakob in Wilhelm Grimm), Štirje bratje in izgubljena kamela (arabska pravljica), Trije bratje in tri sestre (ruska pravljica).
Motivno in tematsko se pravljica Pet bratov povezuje z naslednjimi slovenskimi pravljicami:
Medvedov Janez, Zakleti mladenič, Ugrabljena hči in zakleti mladenič, Zmaj s sedmimi glavami, Zaklete deklice, Vrag se ženi, Začarani mladenič, Vila in trije bratje, O treh bratih in o treh hčerah, O dvanajstih bratih in sestrah, Ubožni mladenič in modra kraljična, Zdravilno jabolko, Okamenele kraljične, Oče in trije sinovi, Bajtarjevi trije sinovi, Tri vreče denarja za cepec, mačko in za petelina.
V tujih pravljicah pa podobno tematiko najdemo v pravljicah: Otrok iz ptičjega gnezda, Rozika in princ, Kristalni grad, Dvanajst lovcev, Ni lagal, Bratec in sestrica, Trije srečni sinovi, Vitez v bleščečem oklepu in dekle v stiski, katerih avtorja sta Jakob in Wilhelm Grimm; Trije bratje in tri sestre – ruska pravljica, Štirje bratje in kamela – arabska pravljica, Štirje prijatelji in kraljev prstan – ruska pravljica.

## Analiza obravnave pravljice po Brunu Bettelheimu
Ojdipski konflikti in razrešitve
Nejasen začetek pravljic npr. »Živela je nekoč mati…«, »Nekoč v neki deželi…«, je nameren in nakaže, da bralec zapušča konkretni svet vsakdanje stvarnosti. Otroku to omogoča, da notranje konflikte na različnih stopnjah svojega razvoja neposredno notranje dojame in jih s pomočjo fantazije izživi in razreši. Če hoče otrok postati zrel človek, se mora najprej ozreti v širši svet. Če straši otroka ne podprejo pri njegovih resničnih in izmišljenih raziskovanjih sveta zunaj doma, lahko to osiromaši njegov osebnostni razvoj. 
V pravljici Pet bratov mati ne nasprotuje odhodu njenih sinov od doma, torej, ne odklanja preseganja ojdipske navezanosti nanjo. Na koncu jim celo pomaga z nasvetom, ki ga upoštevajo. Preizkušnje z zlim so jim pomagale, da so se osamosvojili.
Verjetno je tudi kraljična z odhodom od doma odrasla, vendar na drug način.

## Izdaje
- Pet bratov, Mladinska knjiga, Ljubljana 1987
- Tolminske pravljice, Mladinska knjiga, Ljubljana 1989
- Slovenske ljudske pripovedi, Mladinska knjiga, Ljubljana 1970
- Babica pripoveduje, Mladinska knjiga, Ljubljana 1979